# Havpattedyr
Havpattedyr er en samlebetegnelse for pattedyr, der tilbringer det meste af livet i havet. Det er således ikke en systematisk gruppe, men indeholder pattedyr fra flere pattedyr-ordner – en polyfyletisk gruppe, der ved konvergent evolution har fået en række fællestræk. Havpattedyrene nedstammer alle fra landlevende pattedyr og er alle karakteriseret ved en række tilpasninger til livet i havet.
Til havpattedyr regnes normalt følgende grupper, med undergrupper:
- Hvaler (Cetacea).
  - Tandhvaler (Odontoceti) f.eks.: marsvin, kaskelothval og spækhugger
  - Bardehvaler (Mysticeti) f.eks.: blåhval, gråhval.
- Søkøer (Sirenia) f.eks. dygong og manat (søko)
- Sæler (Phocoidea)
  - Ægte sæler (Phocidae) f.eks Spættet sæl og søelefant
  - Søløver (Otariidae) f.eks. Californisk søløve og nordlig søbjørn
  - Hvalrosser (Odobenidae), kun en art: hvalros (Odobenus rosmarus)
- Isbjørne, kun en art: Isbjørn (Ursus maritimus)
- Havoddere kun en art: Havodder (Enhydra lutris)